# 安德里亚·科斯塔

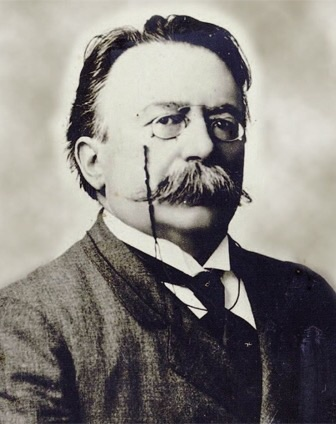
安德里亚·科斯塔

安德里亚·科斯塔（Andrea Còsta，1851年11月29日—1910年1月19日）是一位意大利政治人物、共济会会员，意大利共济会总会所（Grand Orient of Italy/ Grande Oriente d'Italia）副大会长。
支持米哈伊尔·亚历山德罗维奇·巴枯宁的无政府主义者发动的1874年博洛尼亚叛乱失败后，意大利方面的主要策划者安德里亚·科斯塔被捕。科斯塔后离开意大利，但在法国被捕。他后来又前往意大利的罗马涅地区。在题为“致我的盟友与敌手”的信中，他为自己辩驳，这实际上就相当于与自己过去的无政府主义革命活动一刀两断。曾于1876年在巴黎会见过科斯塔的俄罗斯社会主义者安娜·库利斯乔夫和另一个前巴枯宁主义者促使科斯塔从无政府主义轉向社会主义。
1881年，科斯塔创建了罗马涅革命社会主义党（Revolutionary Socialist Party of Romagna）。次年，科斯塔當選意大利议会議員，成为全国首位當選選意大利议会議員的社会主义者。1892年，科斯塔召开了热那亚会议，意大利工人党（Italian Workers' Party）于会上成立，该党后更名为意大利社会党。
科斯塔后来还当过伊莫拉市长，于1910年在伊莫拉逝世。
贝尼托·墨索里尼的父母在给他取名时加入中间名“安德里亚”（Andrea）就是为了纪念科斯塔。